# Гасымова, Фаргана Алим кызы
Фаргана Гасымова (азерб. Fərqanə Alim qızı Qasımova; род. 6 августа 1979, Шемахы) — азербайджанская мугам-певица. Дочь известного исполнителя мугама Алима Гасымова. Она дважды получала президентские награды за продвижение азербайджанской музыки — в 2012 и 2014 годах.. Заслуженная артистка Азербайджанской Республики (2008).

## Биография
В 1996 году Гасымова впервые присоединилась к Алиму Гасымову в его концертном туре по Германии. К двадцати годам она стала полноценной певицей, и Гасымов решил включить в свой ансамбль свою дочь. Впервые Фаргана появилась в фильме 1997 года «Легендарное искусство мугама», в котором оба разделили вокальные задания на песню Getme Getme. Их следующий альбом включал трек Bagishlamani, посвященный его коллеге Нусрату Фатеху Али Хану. Релиз стал для Гасымовой звёздным событием, так как это был её первый широко доступный для западной аудитории релиз, который имел успех у критиков. Усилия Гасымовой под руководством её отца по воссоединению молодых поколений с мугамом начали приносить дивиденды; он обращался не только к традиционным исламским слоям азербайджанского населения, но и к более американизированной и современной аудитории. Прорыв среди молодого поколения подстегнул его: «Иногда молодые люди подходят после концерта, чтобы поблагодарить меня. Это все равно, что дать мне крылья. Я чувствую себя таким счастливым, когда могу пробуждать такие чувства в людях, пока они ещё молоды; мугам — это жанр, непонятный молодежи».
Хотя я её отец, мы вместе отправились в путешествие по мугаму. Хотя я начал раньше, именно с её рождением моя собственная работа стала серьёзной или профессиональной. До этого я был просто игривым молодым человеком, влюбленным в мугам.
В 2007 году она записала и выпустила «Central Asian Series, Vol. 6: Духовная музыка Азербайджана» с отцом. Она также воспользовалась возможностью выступить в Нью-Йорке в 2005 году в рамках проекта Йо Йо Ма «Шёлковый путь». Концерт был направлен на продвижение мультикультурного художественного обмена между восточными и западными культурами. «The New York Times» расценила её выступление, наряду с Маликом Мансуровым и Рауфом Исламовым, как главное событие мероприятия.
В 2002 году она впервые выступила в качестве солистки на фестивале «Женские голоса» в Бельгии.
В 2014 году она выпустила альбом «Yalniz Ona Dogru», который стал ее первым альбомом.
В том же году она дала свой первый сольный концерт в Баку.